# Schmuckfarbe

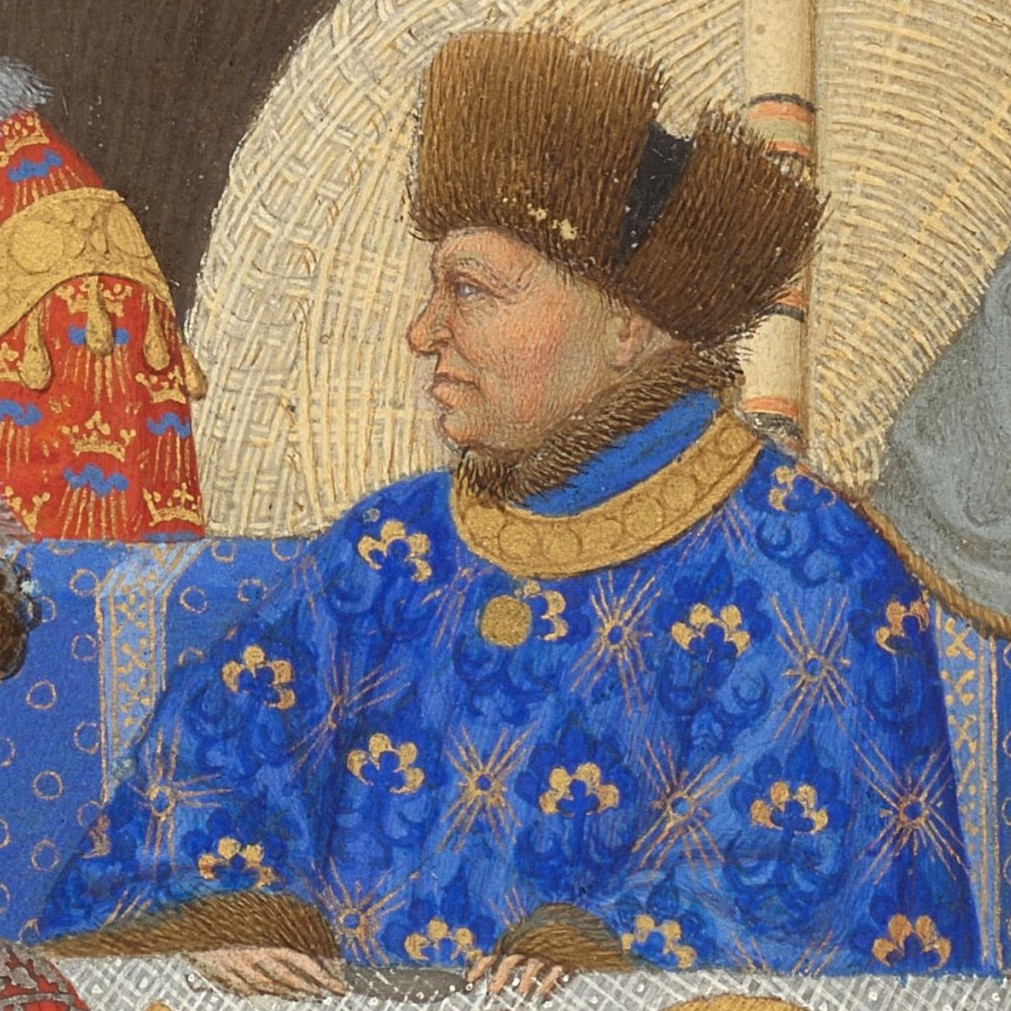
Jean de Valois, duc de Berry, aus dem Stundenbuch des Herzogs von Berry, 1412–1416 – Ultramarin lässt sich drucktechnisch auch mit Schmuckfarbe kaum reproduzieren

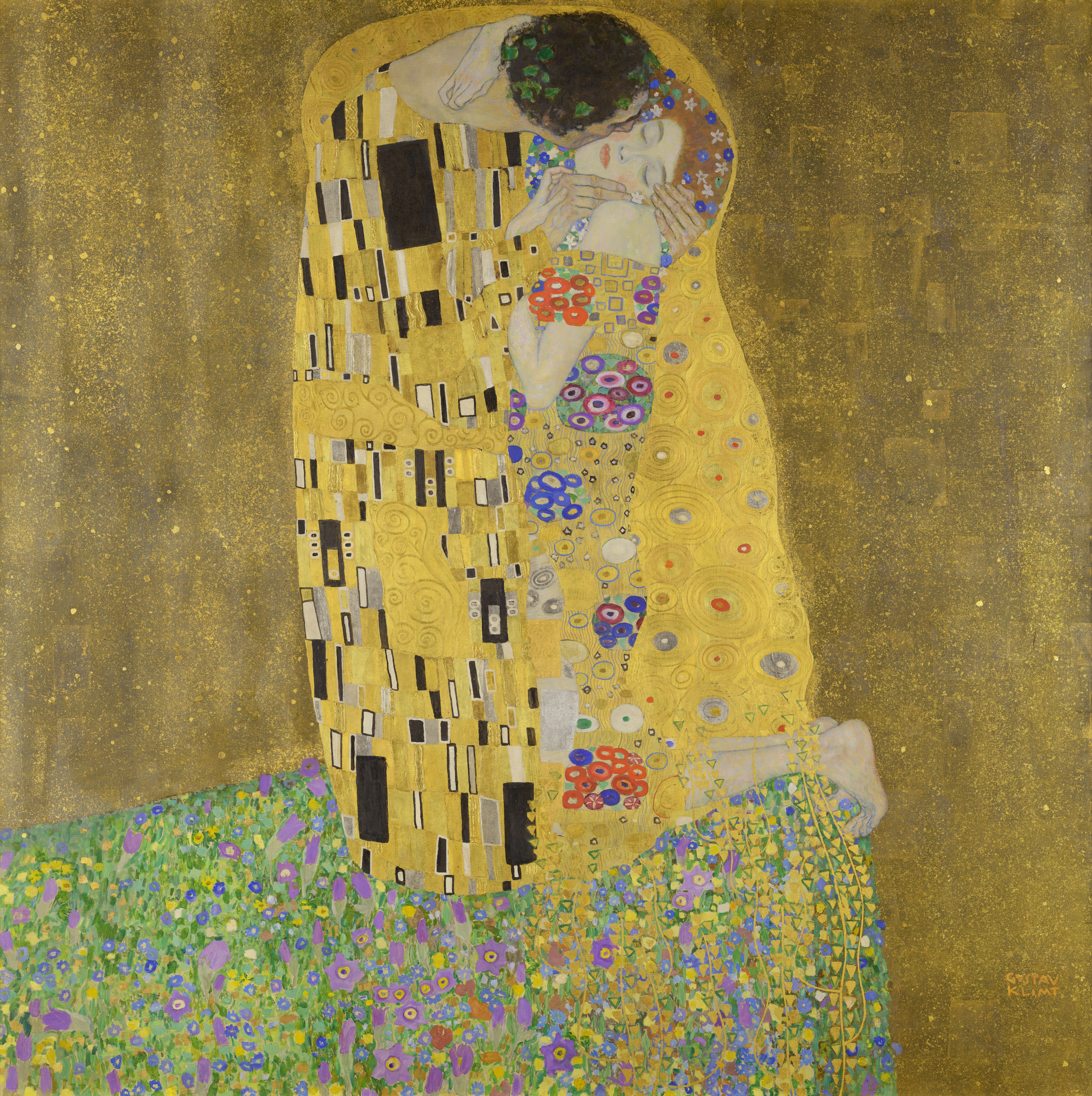
Der Kuss, Gustav Klimt, 1907–1908 (Goldene Periode), Öl mit Blattgoldapplikation auf Leinwand – für eine Reproduktion dieses Bildes ist eine Goldeffekt-Sonderfarbe notwendig

Eine Schmuckfarbe, auch Sonderfarbe oder Spotcolour genannt, ist eine zusätzlich zu den Grundfarben verwendete Druckfarbe beim Mehrfarbdruck. Der Begriff umfasst Volltonfarben für zusätzlichen Farbtiefenumfang ebenso wie Effektfarben.
Schmuckfarben ermöglichen den Druck von Farbtönen, die außerhalb des Farbbereichs des Vierfarbdrucks liegen.

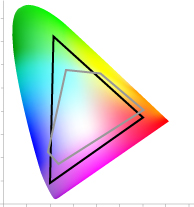
Gamut des CMYK-Farbraums im Vergleich zum Monitor-RGB am CIE-Diagramm aller sichtbaren Farben

- Eine Volltonfarbe lässt sich nicht aus den Standardgrundfarben zusammensetzen. Dies ist weder im Vierfarbdruck, der auf dem CMYK-Farbmodell (Cyan, Magenta, Yellow und Schwarz) beruht (meist Prozessfarben oder Grundfarben der Euroskala), möglich noch im Sechsfarbdruck. Denn das Gamut des Farbdrucks berücksichtigt einige wichtige Farbbereiche nicht: Bei jeder Drei- oder Vierfarbmischung sind farbsatte, hochbunte Töne (Volltöne) nicht darstellbar. Besonders im Bereich der Grün- und Tiefblau-Töne verbleiben bei der CMY-Farbmischung Lücken. Durch Hinzunahme weiterer Farben erweitert sich der Gamut.
- Auch ein Deckweiß, das in seiner Weißheit außerhalb des am Papierweiß limitierten Gamuts liegt, gehört zu den Sonderfarben.
- Weiter führt die Wiedergabe durch Rasterung (in der Bildverarbeitung: Dithering) von hellen und dunklen Farben bei den tiefen Farben zu Verschwärzung, bei den Pastellfarben zu Farbschwäche, so dass auch in diesen Bereichen, etwa im Kunstdruck, Sonderfarben notwendig werden.
- Effektfarben wie Gold-, Silber-, Metallic- oder Leuchtfarben erhalten durch Effektpigmente besondere optische Eigenschaften.
- Auch für Flächen in Volltonabbildung, in dem flächendeckender Farbauftrag gefordert ist, werden bei Mischtechnik mit Rasterdruck Sonderfarben notwendig: Metalleffektfarben sind sehr stark deckend sowie teilweise nicht überdruckbar und können beim Rastern einen Großteil ihres Glanzeffektes verlieren. Je nach Reihenfolge des Auftrags können unvorhersehbare Effekte auftreten. Wenn etwa mit der gerasterten opaken Metallfarbe vorgedruckte Rastertonfarben partiell abgedeckt werden, kann es zu einem Schillern sowie zu Moiré-Effekten oder starken Farbschwankungen von einem Bogen zum nächsten kommen.
- Auch die leicht zu entfernende Deckschicht auf Rubbellosen oder Dokumenten mit zunächst verborgener PIN-Nummer wird als Sonderfarbe aufgedruckt.

Heutige 4-Farb-Maschinen drucken alle vier Prozessfarben in einem Arbeitsvorgang. Schmuckfarben als Druckfarben mit speziellen optischen Eigenschaften erfordern einen zusätzlichen Druckgang. Für einen Seriendruck sind zwei separate Druckwerke notwendig. Steht nur die 4-Farb-Maschine hierfür zur Verfügung, verdoppelt sich die zur Fertigstellung erforderliche Zeit.
Im modernen Photodruck verwendet man neben den vier CMYK-Farben häufig zusätzlich Hellcyan und Hellmagenta (Sechsfarbdruck), zwei Grautöne oder sogar sechs Grundfarben eines kombinierten RGB-CMY-Systems mit Schwarz und Grau als Grundfarben, sowie gegebenenfalls ergänzende Schmuckfarben.
Gebräuchliche Schmuckfarbenpaletten für die Druckendstufe sind HKS-Fächer (hochgesättigte Farben wie HKS 61 oder 84, oder deckend HKS 88K) und Pantone-Fächer (zum Beispiel 801-814C, 871-877C für Effektfarben). Auch das RAL-Farbsystem definiert etwa Perlglanz-Sonderfarben. Stehen vorgesehene Schmuckfarben nicht zur Verfügung, so werden sie näherungsweise aus den Prozessfarben gedruckt.